# Мо Джи Су
Мо Джи Су (кор. 모지수, англ. Mo Ji-Soo, родился 3 июня 1969 года в Сеуле) — южно-корейский шорт-трекист,  участник Олимпийских игр в Калгари, чемпион зимних Олимпийских игр 1992 года в Лиллехаммере. Серебряный призёр в абсолютном зачёте чемпионата мира 1992 года. Чемпион мира 1992 года на дистанции 1500 метров. Окончил университет Данкук в городе Чхонан в 1991 году в степени бакалавр физического воспитания.

## Спортивная карьера
Мо Джи Су, сын матери Пак Чон Джа, был младшим сыном в семье из трёх братьев и сестры. Впервые участвовал на чемпионате мира в Сент-Луисе, где с партнёрами по команде выиграл бронзу в эстафете. На Олимпийских играх в Калгари он выступал на всех дистанциях, но лучшее 15 место занял на дистанции 1000 метров. В марте 1989 года на зимней Универсиаде в Софии он завоевал три медали, в том числе золотую в эстафетной гонке, и следом в эстафете была бронза на чемпионате мира в Солихалле. 
На следующий год участвовал на зимних Азиатских играх в Саппоро и стал золотым призёром в эстафете. В январе 1991 года на 5-м Национальном чемпионате среди студентов он выиграл во всех 4-х дистанциях и в общем зачёте многоборья и поехал на зимнюю Универсиаду в Саппоро, где завоевал бронзу в беге на 3000 м. В марте на первом командном чемпионате мира в Сеуле Мо Джи Су был в составе сборной, которая выиграла серебро. 
Год 1992 стал для него очень успешным. Вначале года прошла Олимпиада в Лиллехаммере, на которой была победа в эстафете и золото игр. Через месяц на чемпионате мира в Денвере Мо Джи Су выиграл на дистанции 1500 метров, что дало ему возможность выйти в финал восьми на 3000 метров, где был вторым после партнёра по команде Ким Ки Хуна, в абсолютном зачёте он также стал вторым. А ещё меньше, чем через месяц выиграл золото на командном чемпионате мира в Минамимаки.
В январе 1993 года он завершил карьеру спортсмена из-за травмы спины. С 1994 года тренировал Чо Хэ Ри. Работает тренером по шорт-треку в команде мэрии Коян со дня основания конькобежного клуба в 1997 году.